# John Talbot, 1:e earl av Shrewsbury

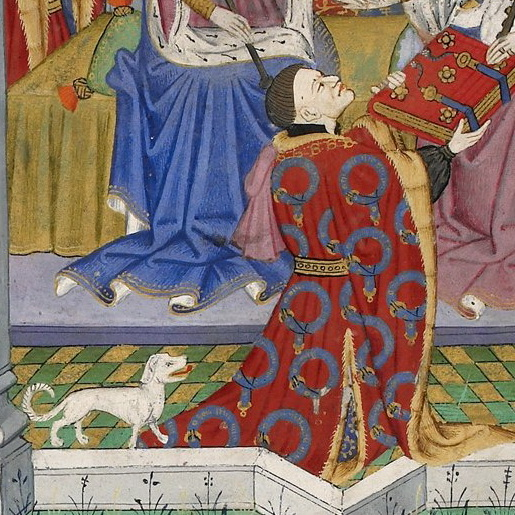
John Talbot. med Strumpebandsordens tecken på sina kläder, presenterar en bok för Margareta av Anjou

John Talbot, 1:e earl av Shrewsbury, född omkring 1388, död 1453, var en engelsk adelsman och fältherre.
Talbot var tre gånger (1414, 1425 och 1445) lordlöjtnant på Irland. Han erhöll 1442 earlvärdighet av Shrewsbury och utmärkte sig under kriget i Frankrike för stor djärvhet, intog 1452 Bordeaux med omnejd, men besegrades 17 juli 1453 i slaget vid Castillon och stupade i slaget, vilket kom att beteckna upphörandet för all framtid av det engelska väldet i Gascogne.